# الحصن الأثري عين طرف الشنة
الحصن الأثري عين طرف الشنة هو معلم أثري تونسي مصنف من قبل المعهد الوطني للتراث يقع في ولاية سليانة في الشمال الغربي التونسي، تحديدا في مدينة عين طرف الشنة تم تصنيف المعلم في يوم 19 مارس 1894 .

## مقالات ذات صلة
- قائمة المعالم الأثرية المصنفة في تونس